# Dinitrobenesupernistocaiminparaetoxicarboiminsulfát
A dinitrobenesupernistocaiminparaetoxicarboiminsulfát egy fiktív, doppingszerként is használt, öregedést gátló, fiatalító gyógyszer neve Moldova György Lami, a halhatatlan balhátvéd (1974, 1978, 1980, 1991, 2007) című szatirikus novellájában. A mű története szerint a zöld gyógyszeres üvegben tárolt szert a tejellenőri szakképesítéssel rendelkező Lami Árpád, a Ferencvárosi TC labdarúgója fejlesztette ki egy – „a katonák kondíciójának feljavítására szolgáló szereket” gyártó – vegyészeti üzemben, miután a második világháborúban amerikai fogolytáborba került – legalábbis H. Kovács Géza így mesélte el a történetet a 8888-as Italboltban.

## Az előforduló szavak
A szó az alábbi elemekből épül fel:
1. di [di-] (görög/latin) – kettős-, két-; szóösszetételek előtagjaként az utótag kettőzöttségét jelöli
2. nitro [nitro-] (görög) – nitrogénes, nitrogén-; szóösszetételek előtagjaként a nitrogénnel való kapcsolatot vagy a nitrocsoportot jelöli
3. bene (latin) – jó, helyes; jól
4. super [szuper] (latin) – remek, nagyszerű; szóösszetételekben valami felett lévőt, valamit meghaladót jelöl
5. nistocaimin – ?
6. para [para-] (görög) – bizonyos benzol- és ciklohexán-származékok, illetve kétatomos molekulák nevének előtagja; önállóan kóros, rendellenes állapotot jelent (az emberi szervezetben); parézis, paraesthesia: bénulással járó izomgyengeség, bizsergés, zsibbadás
7. etoxi  – az −O−CH2−CH3 funkciós csoport neve, alifás vagy aromás szénatomhoz kapcsolódva etil-étereket alkot
8. carbo [carbonium]  (latin) – elemi szén
9. imin – C=N−R molekularészt tartalmazó vegyület, ahol R hidrogén vagy szerves csoport
10. sulfát [szulfát] (latin) – a kénsav sója, vagy észtere